# Cloud Nothings
I Cloud Nothings sono un gruppo musicale indie rock statunitense originario dell'Ohio e formatosi nel 2009.

## Storia del gruppo
Il gruppo è stato fondato a Cleveland dal cantautore Dylan Baldi. 
Insieme a lui fanno parte della band Jayson Gerycz (batteria) e TJ Duke (basso). 
Nel 2009 Baldi ha lavorato inizialmente come solista prima di chiamare i due collaboratori e formare la band.
I Cloud Nothings fanno riferimento all'etichetta Carpark Records dal 2010. Il primo album è stato pubblicato in maniera indipendente ed è stato realizzato dal solo Baldi, mentre il secondo, l'eponimo Cloud Nothings, è uscito per la Carpark nel gennaio 2011 ed è il primo diffuso con il nome Cloud Nothings.
Esattamente un anno dopo (gennaio 2012) esce Attack on Memory, album prodotto da Steve Albini e registrato a Chicago.
Nell'aprile 2014 esce il terzo album (quarto in assoluto), Here and Nowhere Else, prodotto da John Congleton.

## Formazione
- Dylan Baldi - voce, chitarra
- Jayson Gerycz - batteria
- TJ Duke - basso

Ex membri
- Joe Boyer

## Discografia
Album in studio
- 2009 - Turning On
- 2011 - Cloud Nothings
- 2012 - Attack on Memory
- 2014 - Here and Nowhere Else
- 2017 - Life Without Sound
- 2018 - Last Building Burning
- 2020 - The Black Hole Understands
- 2021 - The Shadow I Remember
- 2024 - Final Summer

Live
- 2012 - Live at the Group Shop